# Gosaldo
Gosaldo (Gosàlt in veneto e ladino) è un comune italiano di 513 abitanti della provincia di Belluno in Veneto. Si tratta di un comune sparso con sede comunale nella frazione Don.
Il comune fa parte del Parco nazionale delle Dolomiti Bellunesi e dell'Unione Montana Agordina.

## Geografia fisica

### Territorio
Il comune si estende su una conca posta ai piedi delle Pale di San Martino la quale, degradando ripidamente verso sud lungo la valle dei Molini - a ovest - e la valle Paganin - a est -, si apre sulla parte superiore del canale del Mis. Si spiega così la notevole escursione altimetrica, che passa dai 482 m della località Stua, nel canale del Mis, ai 2849 m della cima Croda Granda, con una differenza complessiva di 2367 m.
Le vette più elevate appartengono al sottogruppo della Croda Granda, alla quale si aggiungono il Sass d'Ortiga, 2634 m, la Pala della Madonna, 2524 m, e gli Sforcelloni, 2450 m. Degne di nota sono però anche le montagne poste a sud, comprese nel gruppo del Cimonega (Cimon del Piz, 2325 m) e nel gruppo del Pizzocco (monte Brandol, 2160 m, monte Agnellezze, 2140 m), nonché quelle a est, parte dei Feruc.
I corsi d'acqua della zona appartengono tutti al bacino del torrente Mis, a sua volta affluente del Piave. Oltre allo stesso Mis, si citano il Gosalda (valle dei Molini), il Laonèi (val Paganin) e il Pezzei (val delle Moneghe - Vallalta).
Il rischio idrogeologico è molto elevato nel territorio di Gosaldo e alcuni centri abitati (Don, Selle, Stalliviere, Sarasin) risultano particolarmente esposti a fenomeni franosi. Gli stessi fenomeni interessano anche le principali vie di comunicazione, ovvero la SR 347 all'altezza di Don e Sarasin e la SP 3 presso Tiser.
Buona parte del comune, in particolare la zona meridionale, ricade nel Parco nazionale delle Dolomiti Bellunesi. Anche le Pale di San Martino sono protette come sito di interesse comunitario e zona di protezione speciale, così come l'area umida delle torbiere di Lac Torond, appena oltre il confine con Voltago Agordino.

### Clima
Le abbondanti nevicate e i versanti scoscesi aggravano il rischio valanghe, ma non si ravvisano situazioni di pericolosità per i centri abitati.

## Storia
Attestato dal 1148 come Agosaltum, il toponimo potrebbe derivare dal nome germanico, nello specifico longobardo, Gausoald.
In passato rappresentò una località di confine tra il Bellunese e il Primiero (già parte della contea vescovile di Feltre, più tardi annesso al Tirolo) e vi furono costruite delle fortificazioni.
Il paese è stato investito pesantemente dall'alluvione del 4 novembre 1966, quando contava oltre duemila abitanti. L'alluvione spazzò via frazioni intere come California, poi abbandonata dagli abitanti, le vie di comunicazione furono interrotte ed alcune di queste ripristinate dopo trent'anni. Il paese sia per la posizione che per l'effetto di questi eventi subì un rapido calo demografico.

### Attività estrattive dal XVIII al XX secolo
Come nei comuni limitrofi di Sagron Mis e Rivamonte Agordino, l'economia di Gosaldo si è retta per secoli su una fiorente attività mineraria, riguardante principalmente l'estrazione di mercurio. Il sito più rappresentativo era la miniera di Vallalta, nella quale si lavorò, tra alterne vicende, dal 1770 al 1963. Nella seconda metà dell'Ottocento, periodo di massima attività, essa risultava la sesta miniera di mercurio più importante d'Europa.

### I seggiolai
Dalla metà dell'Ottocento la crisi dell'attività mineraria obbligò molti gosaldini a ricercare nuove fonti di sussistenza. Da quel momento e fino al secondo dopoguerra assunse grandissima importanza la produzione di sedie, vendute, grazie alle abitudini seminomadi degli artigiani, in tutto il Norditalia e all'estero. Il seggiolaio aveva caratteristiche sociali e culturali del tutto particolari a partire dal suo gergo, lo scabelament del contha.

### Simboli
Lo stemma e il gonfalone sono stati concessi con DPR del 17 ottobre 1995.
Lo stemma comunale è inquartato in decusse: il primo di azzurro; il secondo e terzo di argento; il quarto di verde; al caduceo d'oro, attraversante sul tutto.
Il gonfalone è un drappo troncato di giallo e di azzurro.

## Monumenti e luoghi d'interesse

### Parrocchiale di Don di Gosaldo
Intitolata alla Vergine Addolorata, sorge nella piazza di Don. Iniziata il 16 agosto 1858 e consacrata il 17 agosto 1863 dal vescovo di Feltre e Belluno Giovanni Renier, conserva varie opere di pregio artistico: si ricordano una tela del Cinquecento attribuita a Francesco Frigimelica e lavori più recenti di Antonio Lazzarini, Giuseppe Angeli, Antonio De Bittio, Liberale Cozza (I santi Andrea e Lorenzo davanti al Santissimo Sacramento, 1818) e Girolamo Moech.
Organo a canne
Organo "da concerto" più che "da chiesa", costruito a Lipsia in stile romantico. "Giunse a Gosaldo nel 1926 per volontà di don Mosè Selle (nato a Tiser nel 1875), parroco di Gosaldo dal 1913 al 1952, il quale, di ritorno da un viaggio a Lourdes, passò per Sanremo, in Liguria, dove vide l'organo in vendita".
Quest'ultimo venne quindi posizionato "sopra la porta principale e lì rimase fino al 1980, quando don Luigi Farenzena lo spostò nell'abside dietro l'altare maggiore" e lo fece ampliare fonicamente.
Questa collocazione dell'organo, però, non è risultata positiva: la notevole umidità dell'abside della chiesa ha inciso sul funzionamento dei registri e sulla salute dell'intero strumento. Nel 2004 è nato un comitato per il restauro dell'organo e per il suo trasferimento nel luogo d'origine ovvero in cantoria sopra la porta principale della chiesa.
Don Nino Buttol fu il promotore di questa impresa, portata a termine grazie a fondi erogati da enti, aziende e dalla Fondazione Cariverona dalla ditta organaria di Guglielmo Paccagnella (Padova) nel 2010.
Attualmente l'organo viene utilizzato nelle celebrazioni liturgiche e in occasione di alcuni concerti (in particolare durante il periodo estivo).

### Chiesa di San Giacomo
Vecchia parrocchiale di Don, si trova di fronte alla precedente. Costruita in stile gotico nella prima metà del XVII secolo e consacrata il 2 agosto 1635, è stata di recente restaurata grazie a un finanziamento regionale.

### Parrocchiale di Tiser di Gosaldo
Dedicata a San Bartolomeo è stata edificata nel Trecento e più volte rimaneggiata (l'ultima ricostruzione è del 1697). Vi si trovano opere di Tomaso Da Rin (1921), nonché due statue lignee (San Pietro e San Paolo) realizzate nel 1855 da Valentino Besarel. L'altare maggiore (1685) e quello della Madonna del Rosario (1705) sono attribuiti a Fioravante Costa, mentre un altro altare laterale (1752) potrebbe essere opera del figlio Antonio.

## Società

### Evoluzione demografica
Abitanti censiti

Il comune di Gosaldo ha fortemente risentito del fenomeno dell'abbandono montano, aggravato dalla crisi dell'attività mineraria e dall'alluvione del 1966: nel periodo 1971-2011 la popolazione è passata da 1 825 a 723 abitanti, con un vertiginoso calo del 60%. A ciò si accompagna un indice di vecchiaia in costante aumento: il 1º gennaio 2022 aveva raggiunto il valore di 592, contro il 247 della provincia di Belluno e il 189 della regione Veneto.

### Etnie e minoranze straniere
La marginalità geografica ed economica del comune di Gosaldo è alla base della bassissima percentuale di cittadini stranieri residenti: sono appena 7 (1,3% del totale), provenienti perlopiù dall'Est Europa.

### Lingue e dialetti
Gosaldo si ritiene un comune di lingua ladina, sebbene la parlata locale sia particolarmente influenzata dal veneto bellunese. Da ricordare, a questo proposito, l'Union Ladin da Gosalt (unione ladina di Gosaldo), associazione che si impegna a diffondere la cultura e il folklore locale.

## Cultura

### Istruzione

#### Musei
In uno stabile comunale localizzato nel centro di Don è stato allestito il Museo Etnografico e del seggiolaio. L'esposizione si articola in tre sezioni dedicate, rispettivamente, alla produzione lattiero-casearia, all'artigianato della sedia e alla lavorazione del legno e dei metalli.

## Geografia antropica

### Frazioni
Peculiarità del comune è la presenza di decine di borgatelle (qualcuno ne ha contate novantanove) gravitanti attorno ai due centri più importanti, Don (sede comunale) e Tiser. Questi agglomerati hanno dimensioni molto modeste e sono sorti un po' ovunque tra i 500 e i 1000 m di altitudine, preferibilmente sui versanti più esposti e spesso in funzione dei giacimenti minerari della valle del Mis. In seguito alla chiusura delle miniere e al più generalizzato abbandono della montagna risultano in gran parte disabitati.

#### Don
Don (1141 m s.l.m., 216 abitanti) è il principale centro del comune ed è la sede del municipio. È posta a metà strada tra Agordo e Fiera di Primiero, sull'incrocio delle SP 347 e 3. La chiesa di San Giacomo fu costruita verso il 1630 e consacrata il 2 agosto 1635; è stata recentemente restaurata dal comune grazie ad un contributo regionale. La parrocchiale, una delle uniche due che si trovano nel comune, è la chiesa della Vergine Addolorata, presso la piazza principale del capoluogo. Sostituì la precedente e venne consacrata il 17 agosto 1863; conserva pregevoli sculture e dipinti.

#### Tiser
Tiser (940 m s.l.m., 52 abitanti) si trova 6 km più a sud di Don, all'incrocio tra le SP 3 (che conduce alla vicina Rivamonte Agordino) e 2. Il paese è ubicato nella alta Valle del Mis, a ridosso del parco nazionale delle Dolomiti Bellunesi.
Tiser viene citata per la prima volta in un documento del 1148. Rappresentò una regola indipendente anche se spesso associata a quella della vicina Rivamonte. Divenne parrocchiale nella prima metà del Seicento e contava, allora, oltre 1 000 abitanti.
L'economia del luogo fu in passato legata all'attività estrattiva con le miniere di Vallalta (cinabro) e della Valle Imperina (calcopirite): sin dal XV secolo si ha notizia di ricerche minerarie ad opera di operai tedeschi.
Vi si trova l'altra parrocchia del comune, dedicata a san Bartolomeo, costruita attorno al XIV secolo ma più volte rimaneggiata. Conserva i santi Pietro e Paolo, sculture lignee di Valentino Panciera Besarel considerate fra le prime opere autonome dell'artista zoldano (1855-1856).

#### Sarasin
La frazione di Sarasin conta 73 abitanti e si trova a quota 1 160. Dista 3,5 km da Don ed è immediatamente prima del confine con il Trentino, quasi in continuità con l'abitato di Mis. Il paese, che non è molto compatto e si suddivide in diversi villaggi minori, sorge su una collina molto esposta al sole e ben arieggiata durante tutto l'anno. Gli abitanti sono soprannominati del Cantón, cioè "dell'angolo".

#### Villa Sant'Andrea
La frazione si trova a nord di Don a quota 1262 m. Dista 0,65 km da Don e conta 128 abitanti. A Villa Sant'Andrea furono assegnati terreni agli sfollati dell'alluvione del 4 novembre 1966 provenienti dalla frazione di California e risulta una delle più soleggiate in tutte le stagioni dell'anno.

#### Forcella Aurine
La frazione si trova tra Villa Sant'Andrea e Frassenè (frazione di Voltago Agordino) a quota 1299 m. Rappresenta anche una piccola stazione turistica con le piste da sci del monte Gardellon e alcune strutture ricettive.

## Economia
Lo stato economico segue un trend di decrescita delle imprese nel Comune: analizzando il periodo 2000-2007, si osserva un drastico calo delle imprese nei settori dell'agricoltura (-63%), delle costruzioni (-27%) e nel terziario (-20%). Solo l'industria vede un incremento del 40%, tenendo conto comunque che il numero delle imprese è estremamente basso.
Gosaldo è considerato un territorio montano "svantaggiato" del Veneto, pertanto può usufruire dei finanziamenti straordinari messi a disposizione dalla legge regionale n. 30 del 26 ottobre 2007 "Contributi ai Comuni ricadenti nelle aree svantaggiate di montagna".

## Amministrazione
| Periodo           | Periodo           | Primo cittadino       | Partito                                 | Carica     | Note   |
| ----------------- | ----------------- | --------------------- | --------------------------------------- | ---------- | ------ |
| 11 luglio 1985    | 26 maggio 1990    | Giovanni Marcon       | PSI, PSDI                               | Sindaco    | [ 25 ] |
| 6 maggio 1990     | 23 aprile 1995    | Giovanni Marcon       | PSI, PSDI                               | Sindaco    | [ 26 ] |
| 24 aprile 1995    | 14 giugno 1999    | Giorgio Serafini      | lista civica                            | Sindaco    | [ 27 ] |
| 14 giugno 1999    | 14 giugno 2004    | Giorgio Serafini      | lista civica Ancora insieme per Gosaldo | Sindaco    | [ 28 ] |
| 14 giugno 2004    | 15 novembre 2004  | Alessandro Tortorella | -                                       | Comm. pref | [ 29 ] |
| 15 novembre 2004  | 14 febbraio 2005  | Alessandra Spedicato  | -                                       | Comm. pref |        |
| 14 febbraio 2005  | 5 aprile 2005     | Veniero Dal Mas       | -                                       | Comm. pref |        |
| 5 aprile 2005     | 30 marzo 2010     | Giorgio Serafini      | lista civica Ancora insieme per Gosaldo | Sindaco    | [ 30 ] |
| 30 marzo 2010     | 1º giugno 2015    | Giocondo Dalle Feste  | lista civica Gosaldo oggi per domani    | Sindaco    | [ 31 ] |
| 1º giugno 2015    | 22 settembre 2020 | Giocondo Dalle Feste  | lista civica Gosaldo oggi per domani    | Sindaco    | [ 32 ] |
| 22 settembre 2020 | in carica         | Stefano Da Zanche     | lista civica Viviamo Gosaldo            | Sindaco    |        |

### Gemellaggi
- Saint-Marcel-Bel-Accueil, dal 2011[senza fonte]

## Sport
Gosaldo ha una squadra di calcio a 11, partecipa al Campionato Agordino di Calcio, CSI della provincia di Belluno, ed è la squadra più blasonata con 16 campionati vinti